# سرای معمارزاده
سرای معمارزاده مربوط به دوره قاجار است و در سبزوار، خیابان اسرار جنوبی، نرسیده به میدان اسرار واقع شده و این اثر در تاریخ ۸ مرداد ۱۳۸۱ با شمارهٔ ثبت ۵۹۶۴ به‌عنوان یکی از آثار ملی ایران به ثبت رسیده‌است.

## کاربری
این بنا در بازار قدیم آهنگرها واقع شده و تا اواخر دوران پهلوی، یکی از عمده‌ترین مراکز صدور کالا بخصوص پنبه و سلمبور و کالاهای تجاری به کشورهای دیگر و از مراکز تهیه مواد خام قالیبافی بوده‌است.

## معماری
این سرا در دو طبقه است که طبقه پایین به عنوان انبار و طبقه بالا به عنوان حجره استفاده می‌شده‌است. اجزا معماری بنا شامل: گنبدخانه، میانسرا و راهروهایی است که فضای بیرون و درون را به هم ارتباط می‌دهند.

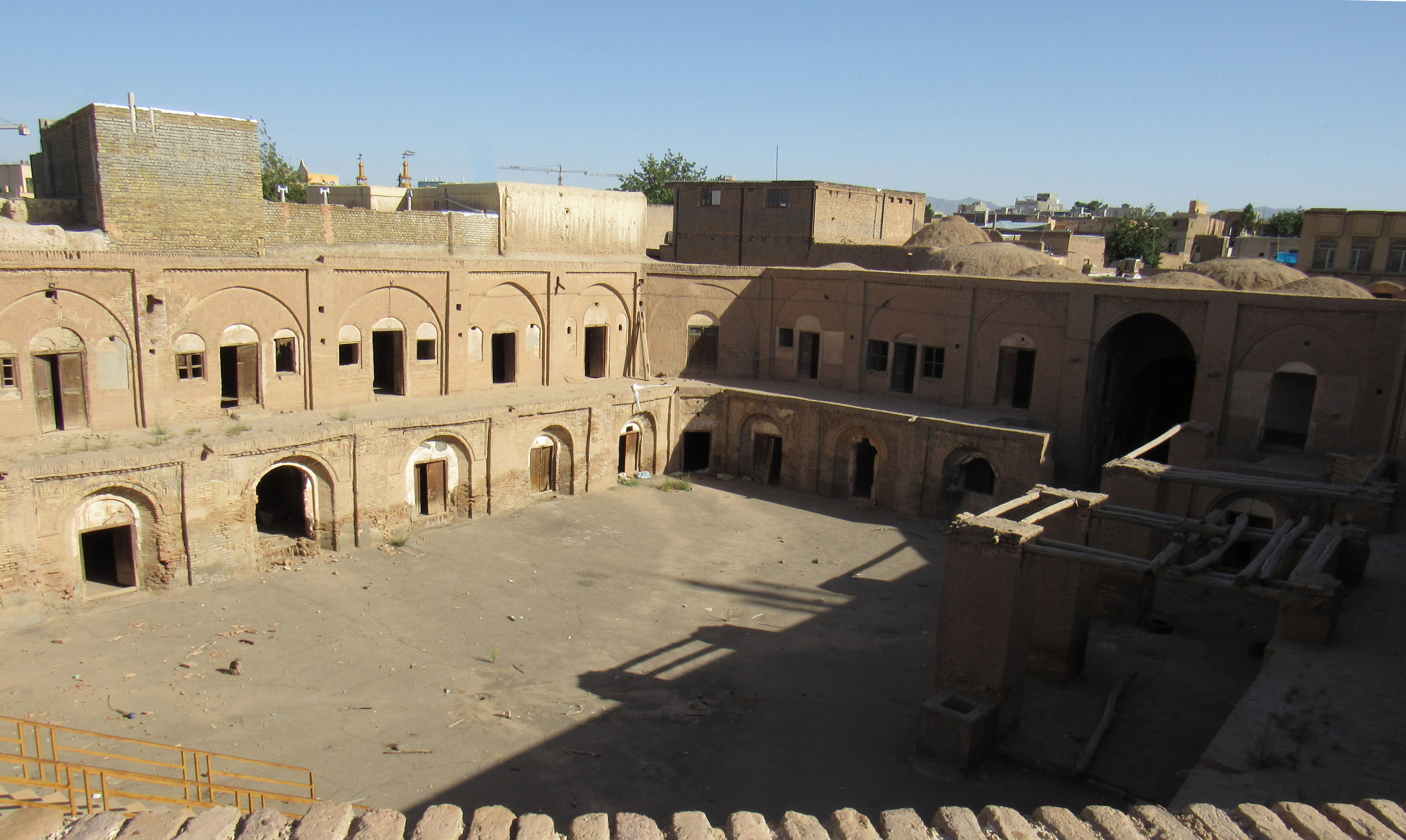
نمایی از محوطه کاروانسرا و حجره‌ها

## مالکیت
در ابتدا متعلق به تومانیانس روس بود.

## تخریب حجره‌ها
به موجب اختلافات مالک با شهرداری سبزوار، در سالهای اخیر بخشهایی از این کاروانسرا در حال تخریب است. حجره‌های ضلع شرقی بنا به کلی ویران شده و درب‌های چوبی حجره‌ها به تاراج رفته‌است.